# Era Trona
Era Trona és una muntanya de 2.088 metres que es troba entre els municipis d'Arres i Bossòst a la Vall d'Aran.